# (37107) 2000 UK101
2000 UK101 (asteroide 37107) é um asteroide da cintura principal. Possui uma excentricidade de 0.13142370 e uma inclinação de 3.81370º.
Este asteroide foi descoberto no dia 25 de outubro de 2000 por LINEAR em Socorro.